# Andre Arendse
Andre Leander Arendse (Kaapstad, 27 juni 1967) is een Zuid-Afrikaans voormalig voetballer die als doelman speelde.
Arendse debuteerde in 1991 bij Cape Town Spurs dat hem in 1992 verhuurde aan Santos. Vanaf 1998 speelde hij in Engeland voor Fulham FC en ging begin 2000 naar Oxford United FC.  Hij keerde terug naar Zuid-Afrika waar hij voor Santos, Mamelodi Sundowns en Supersport United waar hij in 2009 zijn loopbaan besloot. In 2013 maakte hij op 45-jarige leeftijd een kortstondige rentree als speler bij Bidvest Wits waarmee hij Bruce Grobbelaar opvolgde als oudste speler in de  Premier Soccer League.
Tussen 1995 en 2004 speelde Arendse 67 keer voor het Zuid-Afrikaans voetbalelftal waarmee hij als basisspeler het Afrikaans kampioenschap voetbal 1996 won. Hij nam ook deel aan de FIFA Confederations Cup 1997, het Afrikaans kampioenschap voetbal 2000 (derde plaats), 2002, en 2004 en het wereldkampioenschap voetbal 2002. Ook won hij met Zuid-Afrika de COSAFA Cup 2002.